# Ljubljanica - Gradaščica - Mali Graben
Ljubljanica - Gradaščica - Mali Graben este o arie protejată (arie specială de conservare — SAC, sit de importanță comunitară — SCI) din Slovenia întinsă pe o suprafață de 186,58 ha, integral pe uscat.

## Localizare
Centrul sitului Ljubljanica - Gradaščica - Mali Graben este situat la coordonatele 46°03′03″N 14°33′37″E / 46.0509°N 14.5602°E.

## Înființare
Situl Ljubljanica - Gradaščica - Mali Graben a fost declarat sit de importanță comunitară în aprilie 2013 pentru a proteja 11 specii de animale. Situl a fost protejat și ca arie specială de conservare în aprilie 2015.

## Biodiversitate
Situată în ecoregiunile alpină și continentală, aria protejată nu include niciun habitat protejat.
La baza desemnării sitului se află mai multe specii protejate:
- nevertebrate (2): Ophiogomphus cecilia, Unio crassus
- pești (9): Barbus meridionalis, Cobitis elongata, zvârluga (Cobitis taenia), zglăvoacă (Cottus gobio), Eudontomyzon spp., lostriță (Hucho hucho), Leuciscus souffia, Rutilus pigus, dunăriță (Sabanejewia aurata)